# Born-von-Kármán-Modell
Das Born-von-Kármán-Modell (benannt nach Max Born und Theodore von Kármán) ist ein grundlegendes Modell zur Beschreibung der Bewegungen der Atome in einem Kristallgitter, z. B. zur Berechnung der spezifischen Wärme.
Das Modell besteht aus zwei Beiträgen: der Born-Oppenheimer- und der Von-Kármán-Näherung.
Die Born-Oppenheimer-Näherung trennt die Schrödinger-Gleichung für die Bewegung der Kerne von der für die Elektronen. Gerechtfertigt wird dies durch die Tatsache, dass die Kerne viel schwerer sind und sich daher auf der Zeitskala der Entwicklung des elektronischen Vielteilchenzustands kaum bewegen. Die elektronische Energie hängt somit von der Lage der Kerne als unabhängige Variablen ab, was für die Elektronen ein Potential bedeutet, in dem sie ihre Bewegung ausführen. Die Born-Oppenheimer-Näherung wird auch bei der Berechnung von Molekülschwingungen und chemischen Reaktionen angewendet.
Nach der Von-Kármán-Näherung werden diese Potentiale bei der Anwendung in Kristallen quadratisch genähert, d. h., die Kerne führen harmonische Schwingungen aus. Die Quantisierung der Atomschwingungen im Kristallgitter nennt man Phononen.
Werden bei der Berechnung der Phononen zudem periodische Randbedingungen angesetzt:
{\displaystyle \psi (\mathbf {r} +N_{i}\cdot \mathbf {a} _{i})=\psi (\mathbf {r} )}
mit
- {\displaystyle \psi } einer Wellenfunktion
- {\displaystyle N_{i}} der Anzahl der Gitterplätze entlang Koordinate {\displaystyle i}
- {\displaystyle \mathbf {a} _{i}} einem Gittervektor,

so werden sie auch Born-von-Kármán-Randbedingungen genannt.